# François Martel
Pour les articles homonymes, voir Martel.
François Martel, né à Alençon au XVIe siècle et mort à Paris en juin 1612, est un chirurgien français.

## Biographie
Chirurgien du roi de Navarre, futur Henri IV, Martel suivit ce prince dans toutes ses campagnes, les guerres du Dauphiné, du Languedoc, de Normandie, et à la prise de Montmélian qu’il a raconté avec détail dans son principal ouvrage. On rapporte même que lorsque le roi tomba malade d’une pleurésie et fut saisi d’une fièvre violente, à La Garnache, Martel lui sauva la vie par le moyen d’une saignée.
Martel fut anobli par le roi, mais on prétendit, dans sa ville natale, que ce fut à la suite d’une cure moins célèbre, mais non moins efficace : le roi s’étant, dit-on, trouvé incommodé d’une constipation opiniâtre pendant le siège d’Alençon, Martel l’en aurait débarrassé par le moyen d’un bouillon de choux. D’où le dicton local : « Un bouillon de choux a anobli Martel ». Il faut toutefois remarquer que ses lettres d’anoblissement sont antérieures au siège d’Alençon, ce qui rend la légende pour le moins suspecte.
Devenu roi de France, Henri IV garda près de lui cet habile chirurgien, avec le même titre, le combla d’honneur et de biens, et le nomma son procureur à la vicomté d’Alençon. Il aurait été nommé premier médecin du roi après la mort de Duportail.

## Publications
- Apologie pour les chirurgiens contre ceux qui publient qu’ils ne doivent pas se mêler de remettre les os rompus et démis, Lyon, 1601, in-8°.
- Paradoxes sur la pratique de la chirurgie, ouvrage imprimé avec ceux de Philippe de Flesselles, sur la même matière, Paris, 1635, in-8°.
- Discours touchant la curation des arquebusades et autres plaies, réimprimé avec les ouvrages de Philippe de Flesselles, Paris, 1635, in-12.

## Sources
- Louis Duval, Illustrations scientifiques du département de l’Orne, Paris, Flammarion, 1885 (lire en ligne), p. 103-7.
- E. Haag, La France protestante : ou Vies des protestants français qui se sont fait un nom dans l’histoire depuis les premiers temps de la réformation jusqu’à la reconnaissance du principe de la liberté des cultes par l’Assemblée nationale, t. vii, Paris, Joël Cherbuliez, 1857, 560 p. (lire en ligne), p. 295.
- Théodore-Éloi Lebreton, Biographie normande : recueil de notices biographiques et bibliographiques sur les personnages célèbres nés en Normandie et sur ceux qui se sont seulement distingués par leurs actions ou par leurs écrits, vol. 3, Rouen, A. Le Brument, 1861, 611 p. (lire en ligne), p. 46-7.
- Edmond Minvielle, La Médecine au temps d'Henri IV : médecins, maladies, autopsie du roi, Paris, J.-B. Baillière, 1904, 203 p. (lire en ligne), p. 145-6.
- Société linnéenne de Normandie, « François Martel », Bulletin de la Société linnéenne de Normandie, Caen, E. Lanier, 5e série, vol. 5,‎ 1903, p. 31-2 (lire en ligne, consulté le 5 janvier 2011).